# Arc de Triomf

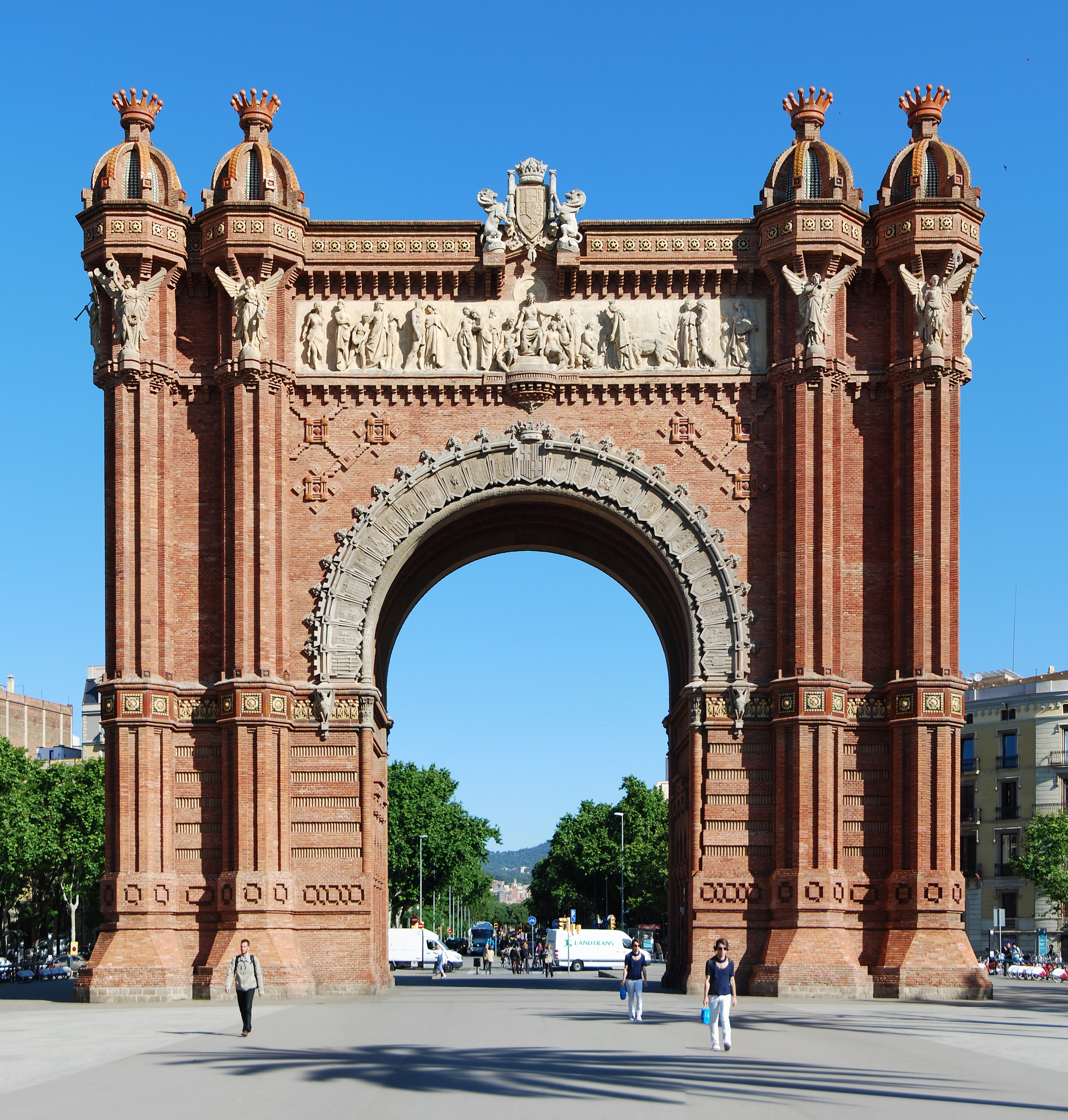
Arc de Triomf (2013)

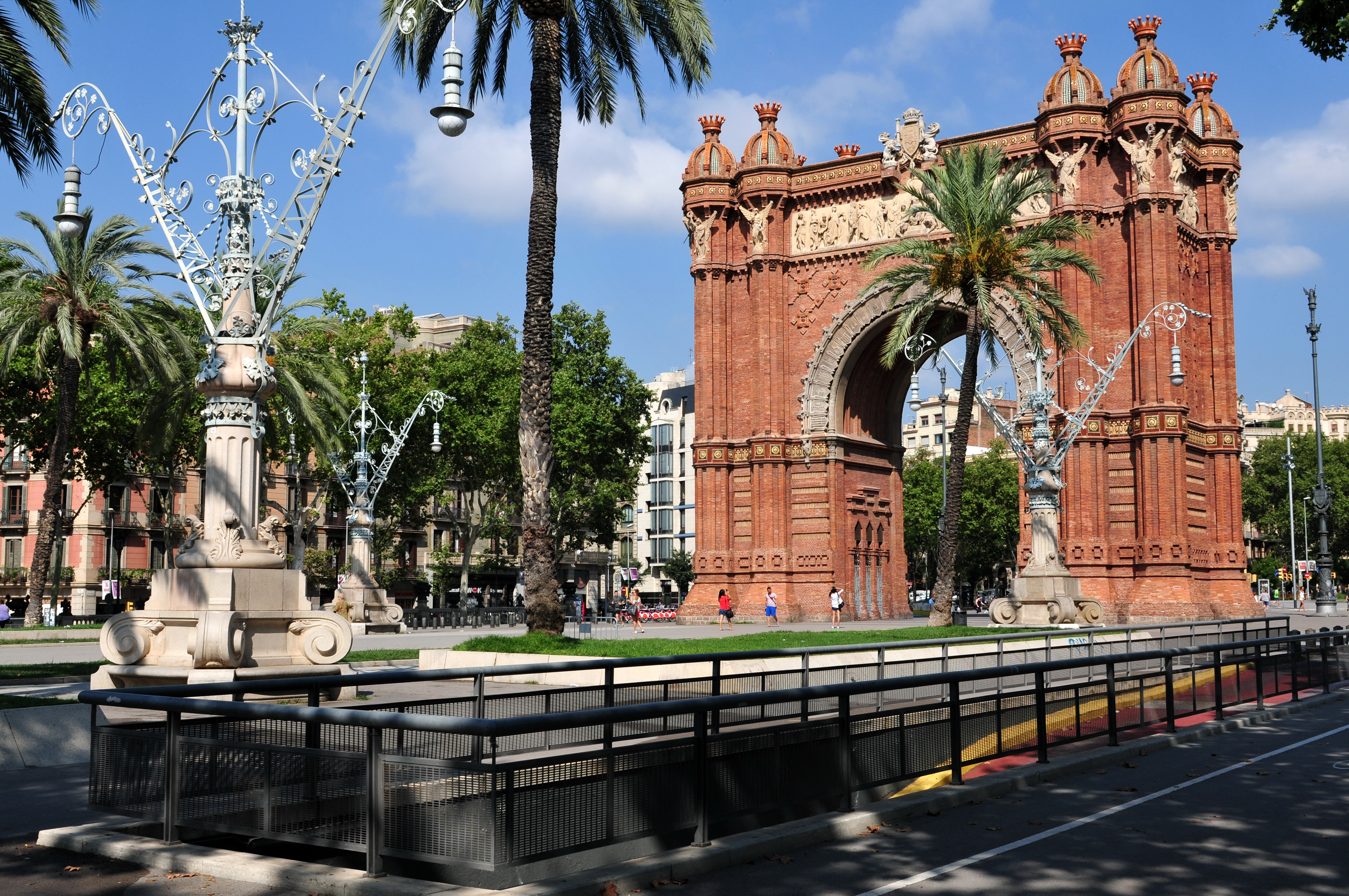

Der Arc de Triomf (katalanisch für Triumphbogen) war das Haupteingangstor für die Weltausstellung von 1888 in Barcelona. Architekt war Josep Vilaseca i Casanovas.

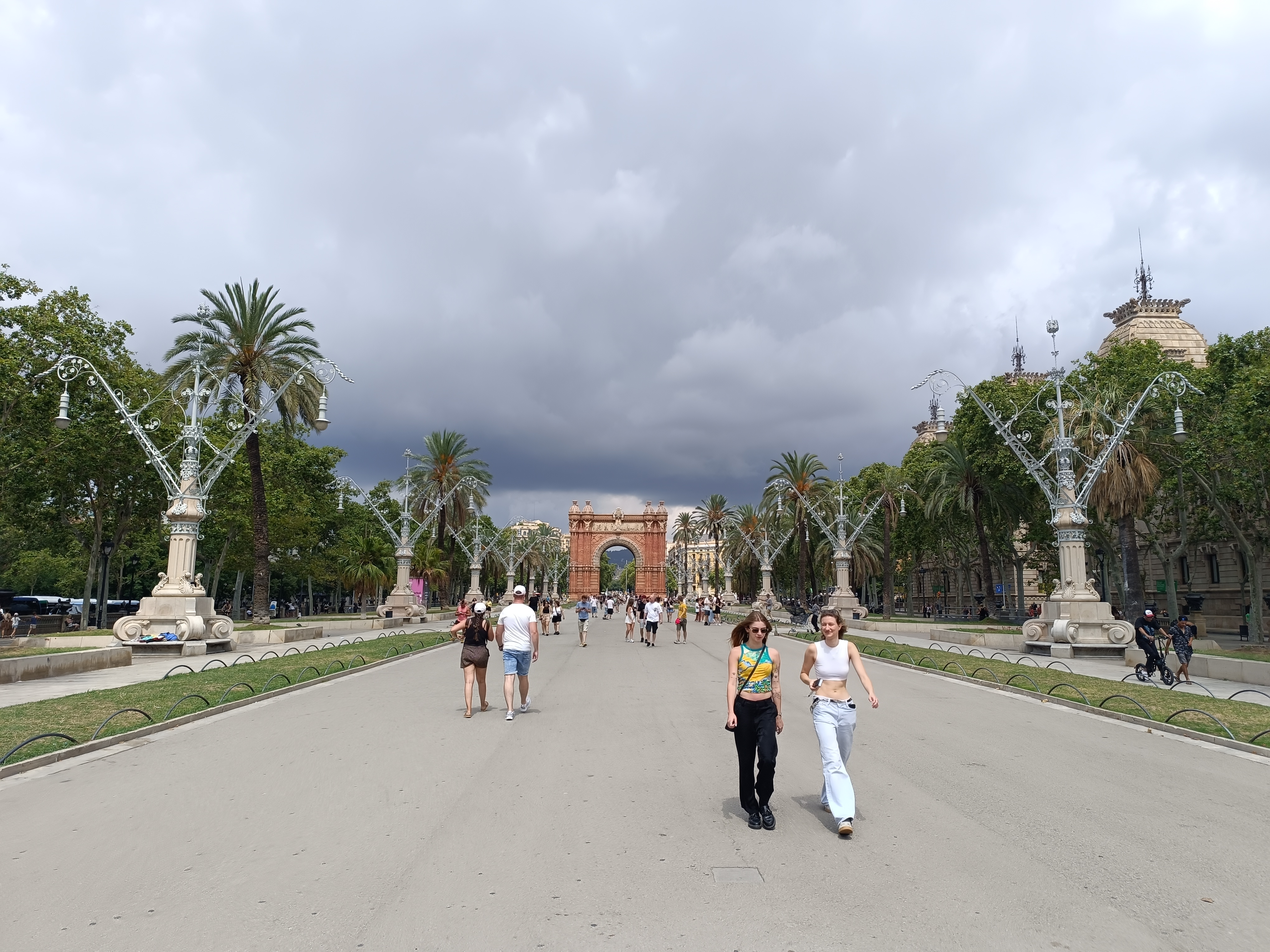
Passeig de Lluís Companys mit Blick auf den Arc de Triomf

Er befindet sich am nordöstlichen Ende der Altstadt Barcelonas am Beginn der breiten Promenade Passeig de Lluís Companys,  die zum Parc de la Ciutadella führt. Dieser Park beherbergte 1888 die Weltausstellung.
Der Bogen wurde in rötlicher Ziegelbauweise im Neo-Mudéjarstil errichtet. Seine Höhe beträgt etwa 30 Meter. Der Front-Fries zeigt die Steinskulptur Barcelona rep les nacions (katalanisch für „Barcelona empfängt die Nationen“) von Josep Reynés. Der gegenüberliegende Fries zeigt eine Steinmetzarbeit mit dem Namen Recompense, eines der ersten Werke von Josep Llimona. Beide Arbeiten kosteten zur damaligen Zeit jeweils 3.270 Peseten.
Der Oberteil des Bogens ist mit den Wappen von Barcelona sowie aller spanischer Provinzen dekoriert. Diese Arbeit stammt von Torquat Tassó und Antoni Vilanova.

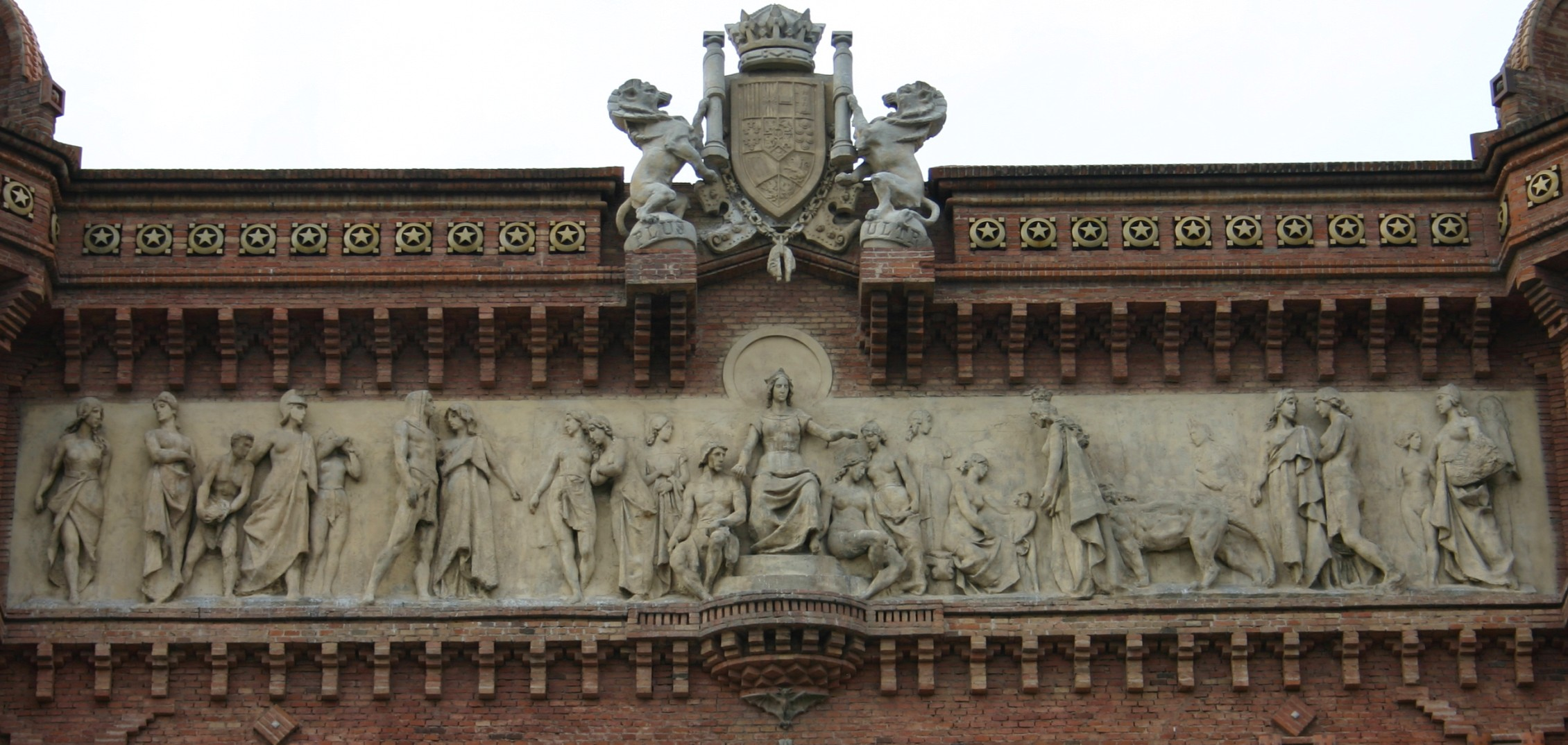
Josep Llimona
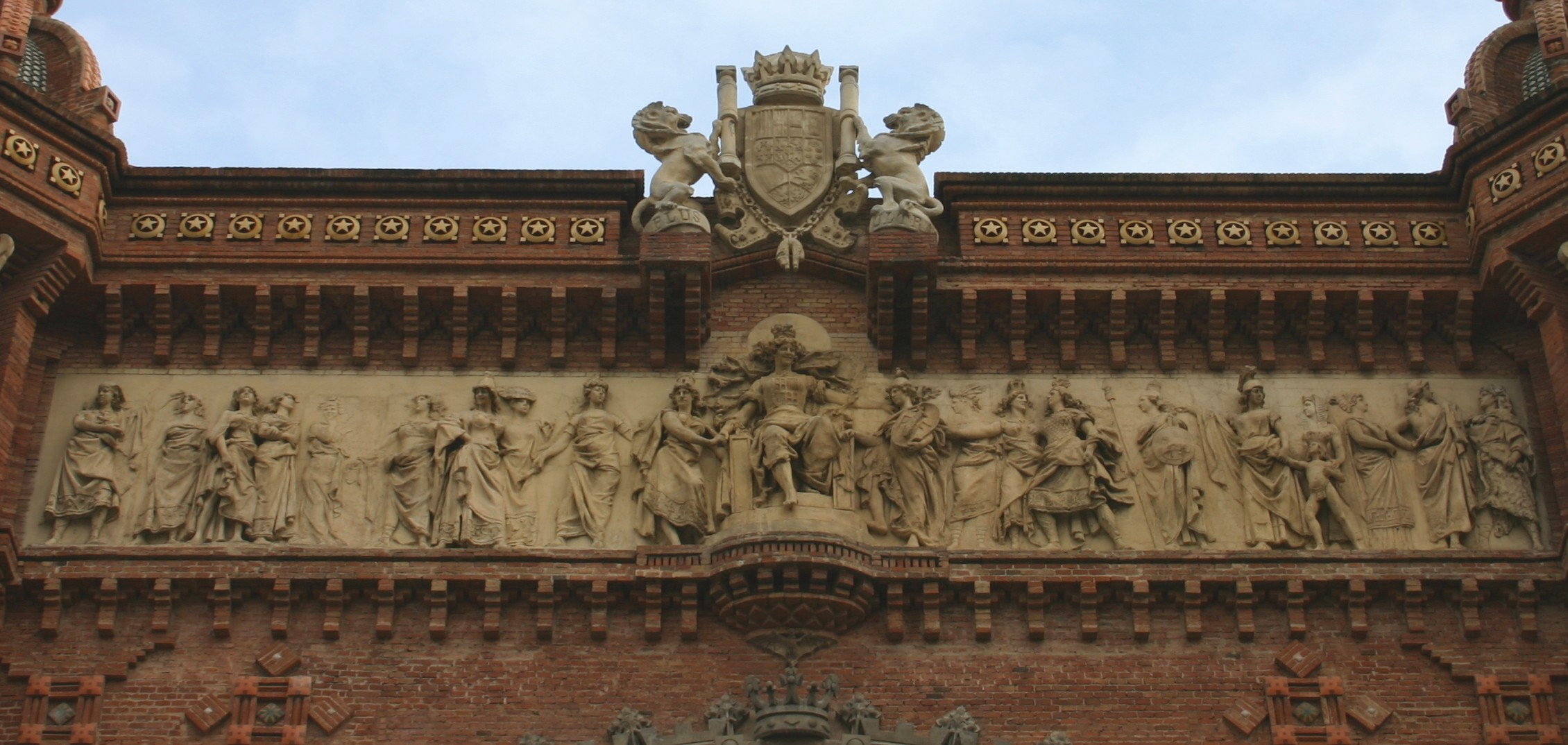
Josep Reynés
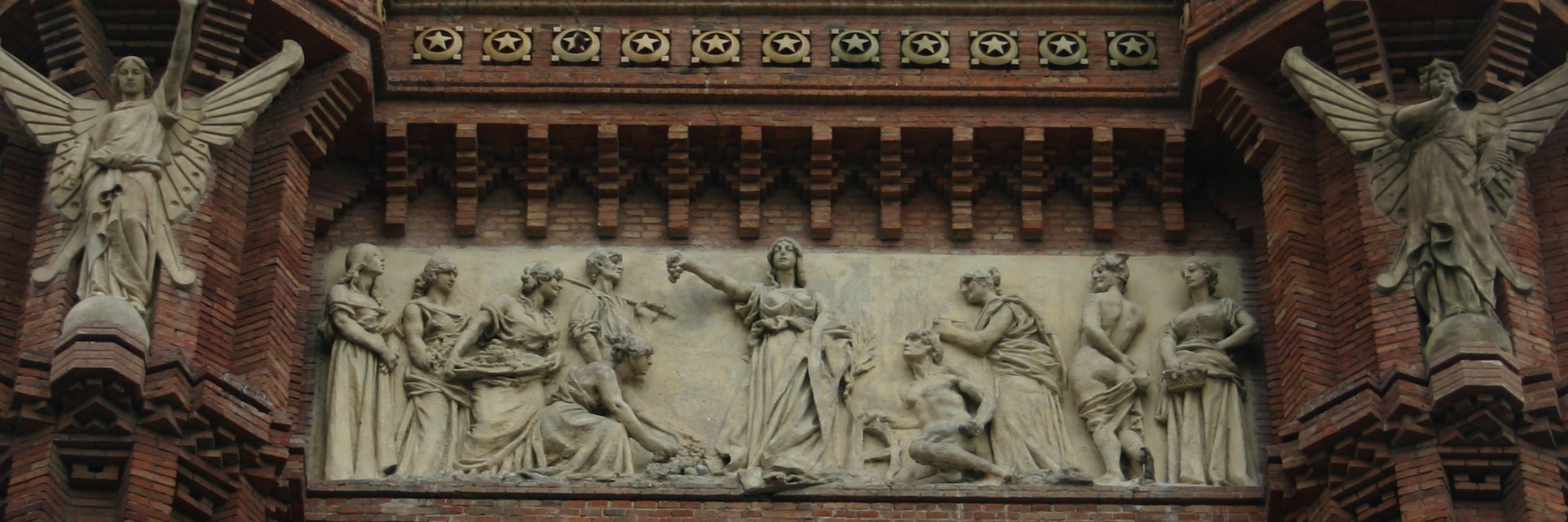
Antoni Vilanova
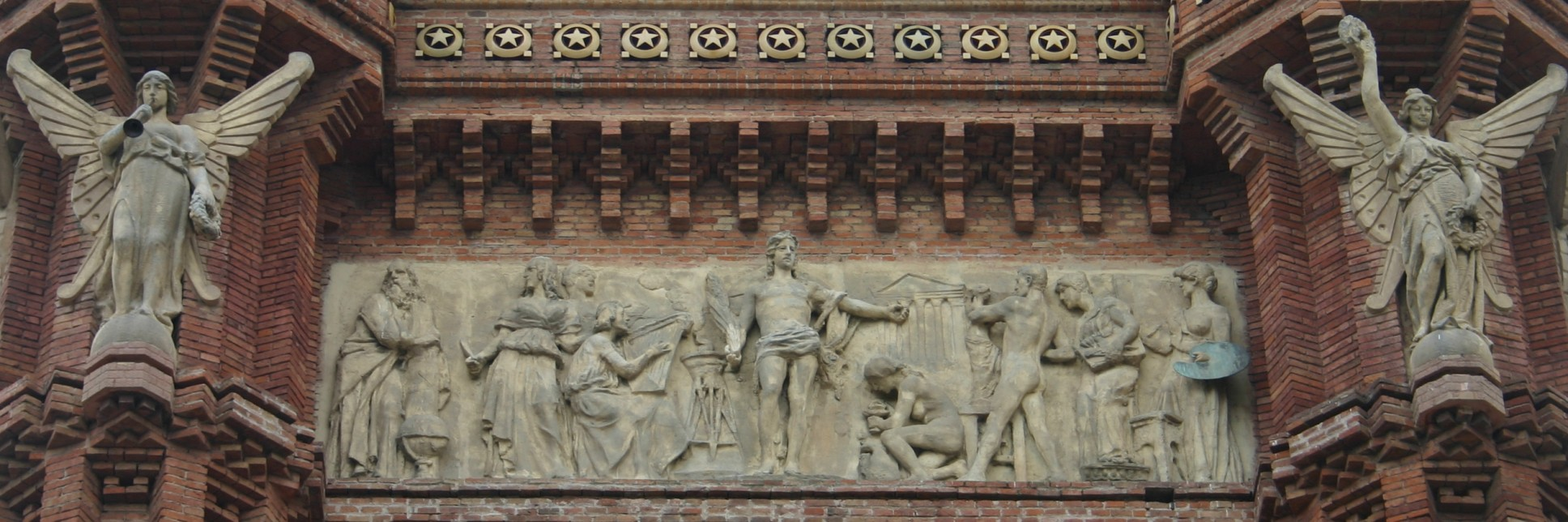
Torquat Tasso